# Cepagatti
Cepagatti är en ort och kommun i provinsen Pescara i regionen Abruzzo i Italien. Kommunen hade 11 041 invånare (2018).